# Suleiman I

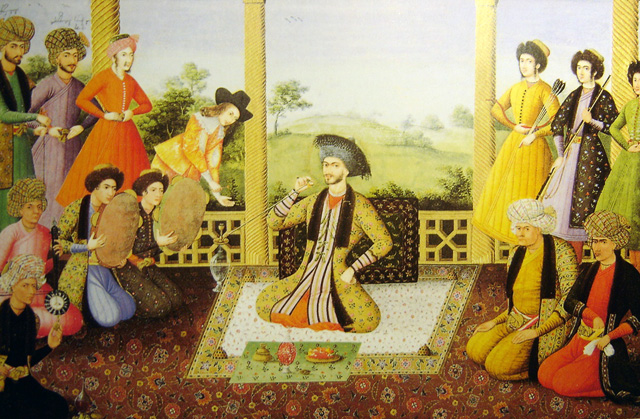
Suleiman I en zijn gevolg (door Aliquli Jabbadar, 1670)

Suleiman I Perzisch: شاه سلیمان یکم, Azerbeidzjaans-Turks: I Süleyman) was de achtste sjah van de Safawieden, een dynastie die twee eeuwen lang hebben geheerst over het Perzische Rijk. Suleiman regeerde van 1667 tot 1694. Zijn voorganger was zijn vader Abbas II en zijn opvolger werd zijn zoon Soltan Hoseyn I.